# Ranissus punctiger
Ranissus punctiger är en insektsart som först beskrevs av Géza Horváth 1905.  Ranissus punctiger ingår i släktet Ranissus och familjen Dictyopharidae. Inga underarter finns listade i Catalogue of Life.